# شراره درشتی
شراره درشتی (زاده ۲۱ اردیبهشت۱۳۵۴) بازیگر تئاتر، سینما و تلویزیون ایرانی است.

## زندگی شخصی
وی همسر، رضا ژیان بود. او پس از درگذشت همسرش به سوئیس مهاجرت کرد و از صحنهٔ هنری ایران فاصله گرفت.
درشتی در خرداد ۱۳۹۸ در پستی در صفحهٔ اینستاگرامش خبر داد که به علت ابتلا به سرطان در بیمارستان بستری شده‌است.

## فهرست آثار

### مجموعه‌های تلویزیونی
| سال  | مجموعه                          | کارگردان             | پخش                     |
| ---- | ------------------------------- | -------------------- | ----------------------- |
| ۱۳۷۶ | شن‌های کف رودخانه                | یوسف سیدمهدوی        | شبکه ۳                  |
| ۱۳۷۶ | سبز زخمی                        | بهرام کاظمی          | شبکه ۱                  |
| ۱۳۷۶ | فردا دیر است                    | حسن فتحی             | اپیزود ۲۱ عروسک مو قرمز |
| ۱۳۷۷ | عاقبت نقدفروشی، عاقبت نسیه‌فروشی | رضا ژیان             | شبکه ۳                  |
| ۱۳۷۷ | روزهای زندگی                    | سیروس مقدم           | شبکه ۳                  |
| ۱۳۷۹ | کاکتوس (سری دوم)                | محمدرضا هنرمند       | شبکه ۱                  |
| ۱۳۸۱ | زیر آسمان شهر (سری سوم)         | مهران غفوریان        | شبکه ۳                  |
| ۱۳۸۲ | بانکی‌ها                         | مهدی مظلومی          | شبکه ۲                  |
| ۱۳۸۴ | مثل همیشه                       | سید وحید حسینی       | شبکه ۱                  |
| ۱۳۸۴ | پدرخوانده                       | محمدرضا ورزی         | شبکه ۱ در نقش فرح دیبا  |
| ۱۳۸۸ | دفترخانه شماره ۱۳               | سید وحید حسینی       | شبکه ۱                  |
| ۱۳۹۸ | اکسیر                           | عبدالرضا خالقی جهانی |                         |

### تئاتر
- دختر گل فروش
- معرکه در معرکه
- مرده‌های بی کفن و دفن
- عشق روی خرپشته
- عاقبت عشاق سینه‌چاک
- هرا
- جمعه سی دی
- عروسی حاکم ملایر

### فیلم‌شناسی

#### سینمایی
- شاخه گلی برای عروس (قدرت‌الله صلح میرزایی، ۱۳۸۳)
- جدا افتاده (داود موثقی، ۱۳۸۳)
- بله‌برون (داود موثقی، ۱۳۸۲)

### تله فیلم
- هیس
- راز شقایق‌ها
- آخرین روز ماه (۱۳۸۵)
- جدا افتاده (داوود موثقی، ۱۳۸۳)
- عشق آباد (۱۳۹۰)
- خواهران عجیب غریب
- پول درشت
- آینه
- شب میهمانی